# Göteborgs Konsthall
Göteborgs Konsthall est un centre d'art contemporain à Göteborg en Suède.

## Historique
La galerie est située depuis 1923 dans un bâtiment de Architecture classique, sur la place Götaplatsen.